# Iļģi
Iļģi ist eine lettische Folk-Rock-Band aus Riga, die in unterschiedlicher Besetzung seit 1981 besteht.
Die Mitglieder sind: Ilga Reizniece (Gesang, Geige); Māris Muktupāvels (Gesang, Kokle, Sackpfeife, Maultrommel); Gatis Gaujenieks (Gesang, E-Bass, Mandoline, Domra, Rahmentrommel); Egons Kronbergs (Gitarre, Balalaika) und Mārtiņš Linde (Perkussion).

## Diskografie
Alben
- 1993: Rāmi, rāmi
- 1993: Bāreņu dziesmas / Šūpuļdziesmas
- 1996: Riti, riti
- 1998: Saules meita
- 2000: Sēju vēju
- 2002: Spēlēju, dancoju
- 2003: Kaza kāpa debesīs
- 2004: Rāmi un ne
- 2005: Totari
- 2006: Ne uz vienu dienu
- 2008: Ej tu dejot
- 2009: Īsākās nakts dziesmas
- 2011: Tur saulīte pērties gāja
- 2011: Izlase (2001-2009)